# AEGON Ilkley Trophy 2015
Die AEGON Ilkley Trophy 2015 waren ein Tennisturnier des ITF Women’s Circuit 2016 für Damen und ein Tennisturnier der ATP Challenger Tour 2016 für Herren in Ilkley und fanden zeitgleich vom 15. bis 21. Juni 2015 statt.